# Microdesmus dorsipunctatus
Microdesmus dorsipunctatus är en fiskart som beskrevs av Dawson, 1968. Microdesmus dorsipunctatus ingår i släktet Microdesmus och familjen Microdesmidae. IUCN kategoriserar arten globalt som otillräckligt studerad. Inga underarter finns listade i Catalogue of Life.